# Route A1 (Lettonie)
Pour les articles homonymes, voir A1 et Route A1.
La route A1 (Autoceļš A1) est une  route nationale de Lettonie reliant Riga à la frontière estonienne, près d'Ainaži, où elle est prolongée par la route nationale estonienne 4. Elle mesure 101,7 km. Elle fait partie de la route européenne 67.

## Tracé
- Baltezers (lv)
- Ādaži
- Saulkrasti
- Zvejniekciems (lv)
- Skulte
- Dunte (lv)
- Vitrupe (lv)
- Svētciems (lv)
- Salacgrīva
- Ainaži